# 益安神社
益安神社（ますやすじんじゃ）は、宮崎県日南市益安にある神社。

## 概要
和銅時代に建設された神社。祭神は髪長姫命（髪長姫とも呼ぶ）で、由来は髪長姫が益安で生まれたからであると思われている。その以前から神社自体はあり、髪長姫の時代よりずっと古くには景行天皇が一時留まった所と伝わる。
社殿は本殿（流造）3坪・拝殿（権現造）9坪で、関連施設とはなるが景行天皇の后の一人、日向髪長大田根との間に、日向襲津彦皇子がおり、隣地区の神田に彦皇子を祀った皇子権現がある。社格は旧村社。
毎年11月8日に例祭を行っている。

## 歴史
- 景行天皇 - 後の神社となる場所に一時的に留まる[1]

- 和銅 - 建設[1]
- 天文 - 伊東義祐が島津の兵士と戦った高佐城砦址は、益安村に屹立した山の上に陣どった所で、景行天皇熊襲征伐のときご駐輦の蹟と伝う、と述べている。それによると、「下の方に髪長姫の祠あり、姫は益安に生れ、天皇に奉仕したり。それに続いて伊勢神宮あり、ご駐輦中の遥拝所なりしとぞ云々」とのこと[1]。
- 1872年 - 益安にあった二社をともに遷座して合祀し、いまの名に改めた[1]。
- 2015年10月5日 - 法人番号登録[4]

## 交通
- 日南駅から徒歩25分（2km）、車で5分[3]
- 田野ICより日南方面へ約45分[3]
- 益安バス停から徒歩3分（205m）[3]
- 中益安バス停から徒歩6分（469m）[3]
- 上益安バス停から徒歩8分（625m）[3]

## 周辺
- 東郷公民館
- 伊勢神社
- 福谷川
- 益安川
- 日南東郷インターチェンジ